# René Bittinger
René Bittinger (Villé, 9 oktober 1954) is een voormalig Frans wielrenner.

## Carrière
Bittinger werd prof in 1977. Zijn grootste zege behaalde hij in de Ronde van Frankrijk, in 1979 won hij de eerste etappe van deze editie. Later in zijn carrière won hij onder andere nog etappes in de Ronde van Luxemburg en het Internationaal Wegcriterium. In het jaar 1983 behaalde hij een negende plaats in zowel Milaan-San Remo als Luik-Bastenaken-Luik. In 1985 stopte hij als professioneel wielrenner.

## Overwinningen
1978
3e etappe (deel A) Ronde van Corsica
1979
2e etappe Ronde van Indre en Loire
1e etappe Ronde van Frankrijk
1980
3e etappe Ronde van Luxemburg
Ronde van de Limousin
1982
Nice-Alassio
6e etappe Critérium du Dauphiné
1983
2e etappe Internationaal Wegcriterium

## Resultaten in voornaamste wedstrijden
| Jaar | Ronde van Italië | Ronde van Frankrijk | Ronde van Spanje |
| ---- | ---------------- | ------------------- | ---------------- |
| 1978 |                  | 19e                 |                  |
| 1979 |                  | 26e (1)             |                  |
| 1980 |                  | opgave              |                  |
| 1981 |                  |                     | 38e              |
| 1982 |                  | 44e                 |                  |
| 1983 |                  | opgave              |                  |
| 1984 |                  |                     |                  |
| 1985 | 83e              |                     | opgave           |

| Jaar | Milaan-San Remo | Gent-Wevelgem | Luik-Bast.‑Luik | Waalse Pijl |
| ---- | --------------- | ------------- | --------------- | ----------- |
| 1978 |                 |               | 42e             | 41e         |
| 1979 | 50e             |               | 23e             | 8e          |
| 1980 |                 |               |                 |             |
| 1981 |                 | 32e           |                 | 79e         |
| 1982 |                 | 15e           |                 |             |
| 1983 | 9e              |               | 9e              | ↑           |
| 1984 | 20e             |               |                 |             |
| 1985 | 89e             |               |                 |             |

Beyssens ·
Bittinger ·
Bolle ·
Borguet ·
Clark ·
Constant ·
Converset ·
Cuyle ·
De Carvalho ·
Dedeckere ·
Demeyer ·
Desruelle ·
Giustizia (tot 01/06) ·
Govaerts ·
Hesters ·
Kelly ·
Loder ·
Maertens  ·
Malfait ·
Mariotti ·
Martínez ·
Muselet ·
Myngheer (vanaf 01/04) ·
Naegels ·
Pollentier ·
Sanders ·
Schmid ·
Schroyens ·
Tinazzi ·
Van de Poel ·
Van der Slagmolen ·
Van De Vijver ·
Van Hoof ·
A. Van Vlierberghe ·
F. Van Vlierberghe ·
Verplancke ·
Verschaeve · 
Verschuere
Agostinho ·
Beyssens ·
Bittinger ·
Calzati ·
Clark ·
De Nul ·
De Roo ·
Dedeckere ·
Demeyer ·
Desruelle ·
H. Devos ·
P. Devos (vanaf 01/08) ·
Dubois ·
Dumont ·
Heirweg ·
Hendrickx ·
J-P. Hosotte ·
P. Hosotte ·
Kelly ·
Loder ·
Maertens ·
Malfait ·
Mariotti ·
Meernhout ·
Muselet ·
Myngheer ·
Ongenae ·
Pollentier ·
Salm ·
Theunis ·
Tilmant ·
Tinazzi ·
Vallaeys ·
Van Vlierberghe ·
Verplancke ·
Verschaeve · 
Verschuere
Agostinho ·
Assez ·
Bonnet ·
Bittinger ·
Bruyère ·
Ceulemans ·
De Roo ·
Deschoenmaecker ·
Demeyer ·
Desruelle ·
H. Devos ·
P. Devos ·
Hendrickx ·
Janssens ·
Leman ·
Maertens ·
Mariotti ·
Martens ·
Michaud ·
Rogge ·
Thévenard · 

H. Van der Slagmolen ·
M. Van der Slagmolen ·
Van Dessel ·
Van Vlierberghe ·
Verfaillie ·
Verplancke ·
Verschuere ·
Vigneron
Andersen ·
Bittinger ·
Friou ·
Gallopin ·
Gauthier ·
Gisiger ·
Lebaud ·
Levavasseur ·
Martin ·
Mathis ·
Morelon ·
Mollet ·
Nilsson ·
Périn ·
Pirard ·
Revoul ·
Seznec ·
Zeimes
Andersen ·
Bittinger ·
Clère ·
Friou ·
Gallopin ·
Gauthier ·
Lebaud ·
Le Bigaut · 
Levavasseur ·
Martin ·
Mathis ·
Menthéour ·
Mollet ·
Neel ·
Oberson ·
Revoul ·
Seznec ·
Thévenard ·
Vichot